# محمد الهجابي
محمد الهجابي هو روائي، وقاص مغربي.

## سيرة ذاتية
ولد محمد الهجابي في الثامن من كانون أول، ديسمبر 1954م في ميضار بالمغرب، وحصل على إجازة علم الاجتماع بجامعة محمد بن عبد الله بمدينة فاس، وعلى دبلوم الدراسات العليا في الصحافة بالمعهد العالي للصحافة بمدينة الرباط، وعلى شهادة مركز الدراسات الإستراتيجية بكلية الحقوق بالرباط. عمل ملحقاً صحفياً حكومياً بالمندوبية السامية لقدماء المقامين وأعضاء جيش التحرير بالرباط وأستاذاً متعاوناً بكلية الآداب بجامعة ابن طفيل بالقنيطرة في المغرب. وساهم بكتابات صحافية وإبداعية في صحف مغربية مثل: «أنوال» (التي تحمل مسؤولية مراسل صحافي بها)، و«البيان»، و«المحرر»، و«العلم»، و«الاتحاد الاشتراكي» ومجلة «الناقد» اللندنية، وهو عضو بهيأة تحرير مجلة «الشباب الديمقراطي» بالرباط (المدير: محسن عيوش) وبمجلة «الكاتب» بالرباط (المدير: عبد الغني أبو العزم) وهو عضو اتحاد كتاب المغرب.

## أعماله
صدر عنه العديد من الأعمال، من بينها:
- «التصوير والخطاب البصري (تمهيد أولي في البنية والقراءة - عينة التصوير الشعبي)»، عن مطبعة الساحل بالرباط عام 1994م.
- «بوح القصبة» (رواية)، عن نداكوم بالرباط عام 2004م.
- «زمان كأهله» (رواية)، عن نداكوم بالرباط عام 2004م.
- «موت الفوات» (رواية)، عن أفريقيا الشرق بالدار البيضاء عام 2005م.[5]
- «كأنما غفوت» (نصوص قصصية)، عن المطبعة السريعة بالقنيطرة عام 2007م.
- «إناث الدار» (رواية)، عن أفريقيا الشرق بالدار البيضاء عام 2011م.[6]
- «فغوٌ لا يبشر بطعم» (شعر نثري)، عن مؤسسة مجلة «أدب فن» الإلكترونية الصادرة بهولاندا عام 2012م.[7]
- «قليلٌ، أو كثيرٌ، أو لا شيءٌ» (قصص)، عن منشورات اتحاد كتاب المغرب بالرباط عام 2013م.[8]
- «مثلُ سرير من يارداتٍ باردةٍ» (شعر نثري)، عن دار الصداقة الثقافية بغزة عام 2013م.[9]
- «نُواسٌ» (قصص)، عن دار النشر ديهيا ببركان عام 2015م.
- «بيضة العقر» (رواية)، عن دار النشر ديهيا ببركان عام 2015م.[10]
- «زُنبركاتٌ» (نصوص شعرية)، عن دار كتابات جديدة للنشر الإلكتروني: ط1، بالقاهرة عام 2016م.[11]
- «لك ولهم» (نصوص شعرية)، عن دار كتابات جديدة للنشر الإلكتروني: ط1، بالقاهرة عام 2016م.[12]
- «لغوٌ سائرٌ بيْنَنا» (قصص)، عن دار القرويين للنشر والتوزيع بالقنيطرة عام 2021م.[13]
- «المالغيقراط» (رواية)، عن دار القلم للطباعة والنشر والتوزيع بالرباط عام 2023م[14][15]
- «حراس ابن خلدون» (رواية)، عن دار القلم للطباعة والنشر والتوزيع بالرباط عام 2024 [15] [16]